# Välljärn

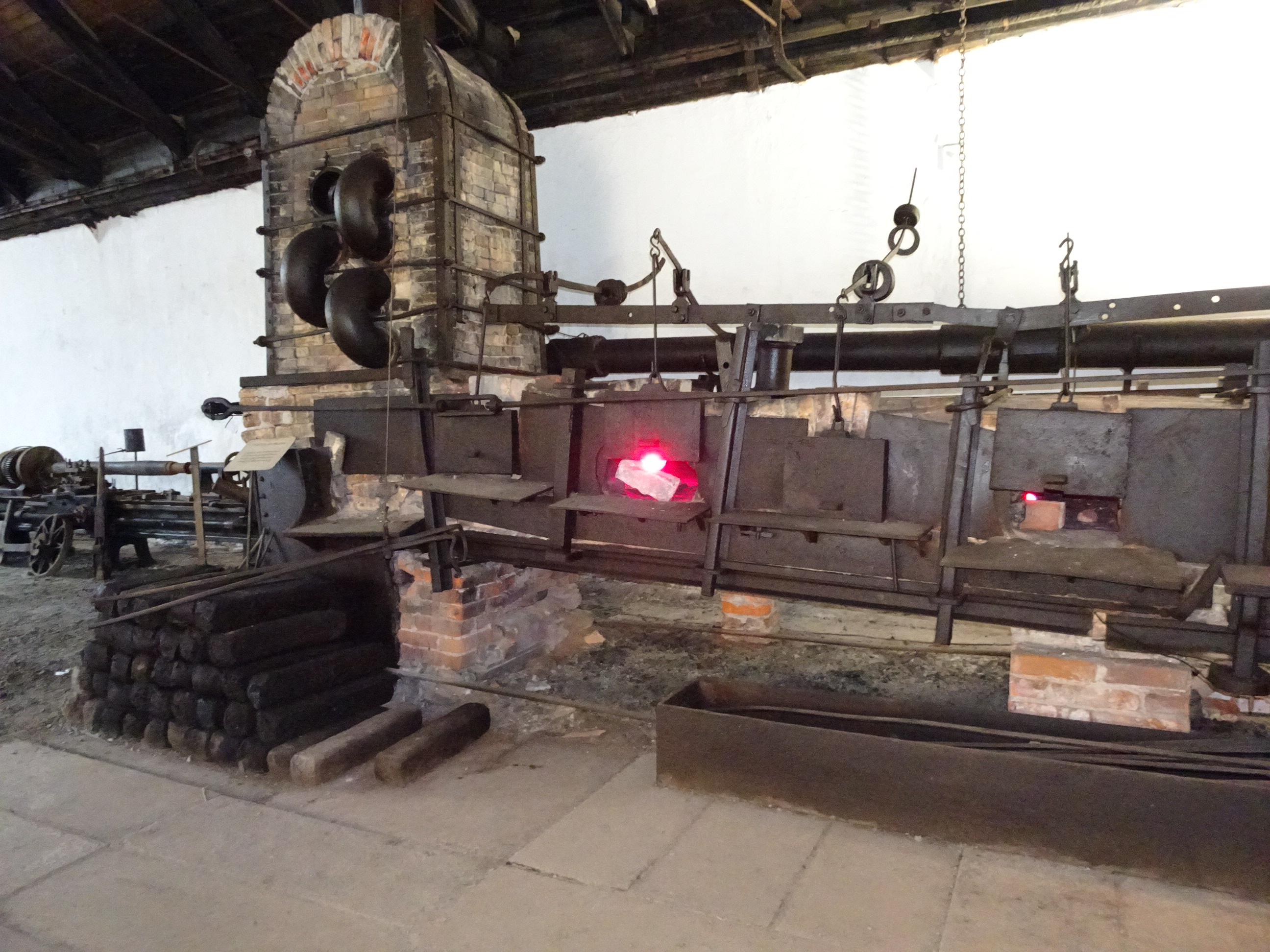
Vällugn med smältstycken som ska vällas till välljärn. Surahammars bruksmuseum.

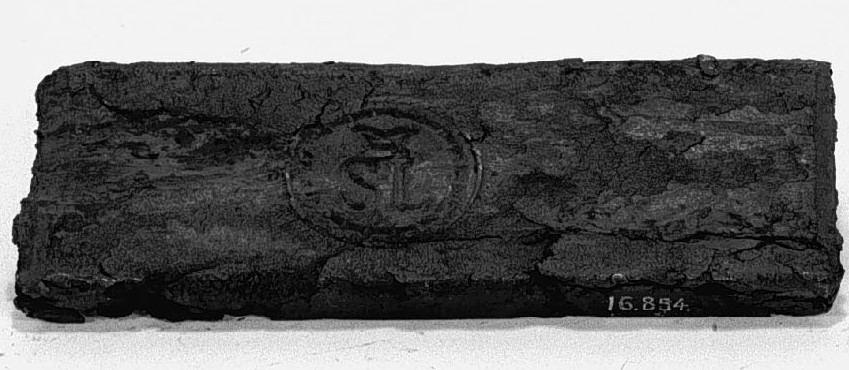
Bit av råskena

Välljärn är en äldre benämning på järn som framställts genom härdfärskning eller puddling.
Välljärn är smidbart järn med låg halt av kol och andra legeringsbeståndsdelar. Det utgörs av halvsmälta klumpar eller smältor, som hopsmids och bearbetas vidare till stålprodukter. Välljärn var den form av järn som man fick fram enligt de äldsta metoderna för framställning av smidbart stål (osmundsmide och tysksmide), och fortsatte att vara det även efter masugnsmetodens införande vid de så kallade härdfärskningsmetoderna (till exempel lancashireprocessen). Välljärnstillverkning har numera helt upphört och ersatts av ståltillverkning enligt moderna metoder.
Tillverkningen av välljärnet (i t.ex. en Lancashiresmedja) skedde genom att tackjärnet smältes ner under inverkan av bläster och flytande slagg i bottenhärden. Detta gjorde att kolhalten i järnet reducerades. Samtidigt steg smältpunkten i det renade järnet och bildade segare stycken – färskor – i det smältan. Dessa samlades samman med ett spett, så kallad brytning. Det halvsmälta, renade, järnet lades på städet till den vattendrivna stångjärnshammaren. Under bearbetning av hammaren pressades ytterligare kol och slagg ut. Därefter delades det smälta järnet upp i fyrkantiga smältstycken, vilka åter måste värmas upp – vällas – i vällugnar, varvid bildades välljärn. Därefter smiddes eller valsades järnet till långa stänger – stångjärn.

## Råskenor
Råskenor, även råstänger, var en äldre typ av stänger vilka utvalsades från välljärnsstycken (från lancashire-, vallon-, franche-comté- eller puddelmetoden), utan särskild upphettning och omedelbart efter framställningen. Råskenorna, vilka valsades ut i ett råskeneverk, fick en rå och ojämn, flagig yta. Skillnaden mellan råskenor och råstänger låg endast i sektionsformen. Råskenor hade en rektangulär genomskärning (oftast 7,5 x. 1,5 centimeter), råstänger däremot fyrkantig genomskärning med rundade hörn.